# Óscar Acevedo
Óscar José Acevedo Arana (ur. 18 marca 1997 w Estelí) – nikaraguański piłkarz występujący na pozycji środkowego obrońcy, reprezentant Nikaragui, od 2016 roku zawodnik Realu Estelí.